# Деньги не пахнут (телепередача)
«Де́ньги не па́хнут» — телеигра Романа Трахтенберга, выходившая на канале Муз-ТВ. Программа выходила с 14 февраля 2003 по 13 августа 2004 года. 
На заставке передачи и её перебивках звучала музыка исполнителя Дельфина «Я буду жить». 

## Правила
Участниками игры были добровольцы из молодёжи, которых ради приза заставляли делать противные и непристойные, с точки зрения зрителя, вещи. Среди заданий были: поедание просроченных продуктов с грязного пола, выход на улицу в нелепом виде, перетягивание канатов, привязанных к лифчикам, хватание зубами лежащих на теле апельсиновых долек с завязанными глазами, обмазывание гуталином или обойным клеем. Каждое задание обрамлялось анекдотами или житейскими байками от Трахтенберга, сидевшего в костюме, а также заставкой с заголовком «Жадность (кровавая, тушёночная, кассетомотальная, дебильно-кукольная и т. п.)». Сумма выигрыша колебалась в пределах 11-14 тысяч рублей.
В начале игры было 5 участников. В течение каждого конкурса определялся игрок, который хуже всего справлялся с условиями конкурса и выбывал из дальнейший борьбы. После 4 конкурсов оставался финалист, который, в случае успешного выполнения финального конкурса, получал выигрыш. Также часто проводилась игра со зрителями. Трахтенберг выбирал одного из зрителей, который и участвовал в конкурсе. Суть конкурса заключалась в следующем: зритель-участник сидел перед столом, на котором была тарелка, покрытая тёмной тканью (чтобы зритель-участник заранее не видел, что ему предстоит сделать). За определённое время зритель-участник должен был с помощью зубов, рта и языка достать из тарелки с содержимым (содержимое менялось от конкурса к конкурсу, это могли быть кал, сметана, личинки дождевых червей и т. д. и т. п.) монетки. В зависимости от того, сколько монеток достанет зритель, такой выигрыш он и получит. Зритель-участник не имел права опускать в тарелку руки, но имел право придерживать тарелку руками.
Тот, кто выдерживал все испытания, получал мешок, наполненный монетами. В процессе игры были также поощрительные призы: участник, справившийся с заданием конкурса лучше всех, мог запустить одну или обе руки в мешок и забрать столько монет, сколько уместится в его ладонях.

## Критика
Передача была неоднозначно встречена многими телезрителями. В 2004 году Роман Трахтенберг получил премию «Серебряная калоша» за «самое неаппетитное телешоу года». Сам Роман Трахтенберг впоследствии признавался, что ему самому не нравится данное шоу, а его участники — «эти алчные людишки, готовые ради мешка денег опозориться на всю страну и подвергнуть риску своё здоровье, а нередко и свою жизнь, просто бесят!». А идеей этого шоу Роман как раз и считал показать, что деньги не пахнут. Эти факторы и повлияли на последующее закрытие передачи.
После этой программы Трахтенберг создал передачу «Следующий!» на том же телеканале, где за каждый анекдот, который не знает ведущий, даются деньги.